# Barbarakapelle (Bergheim)

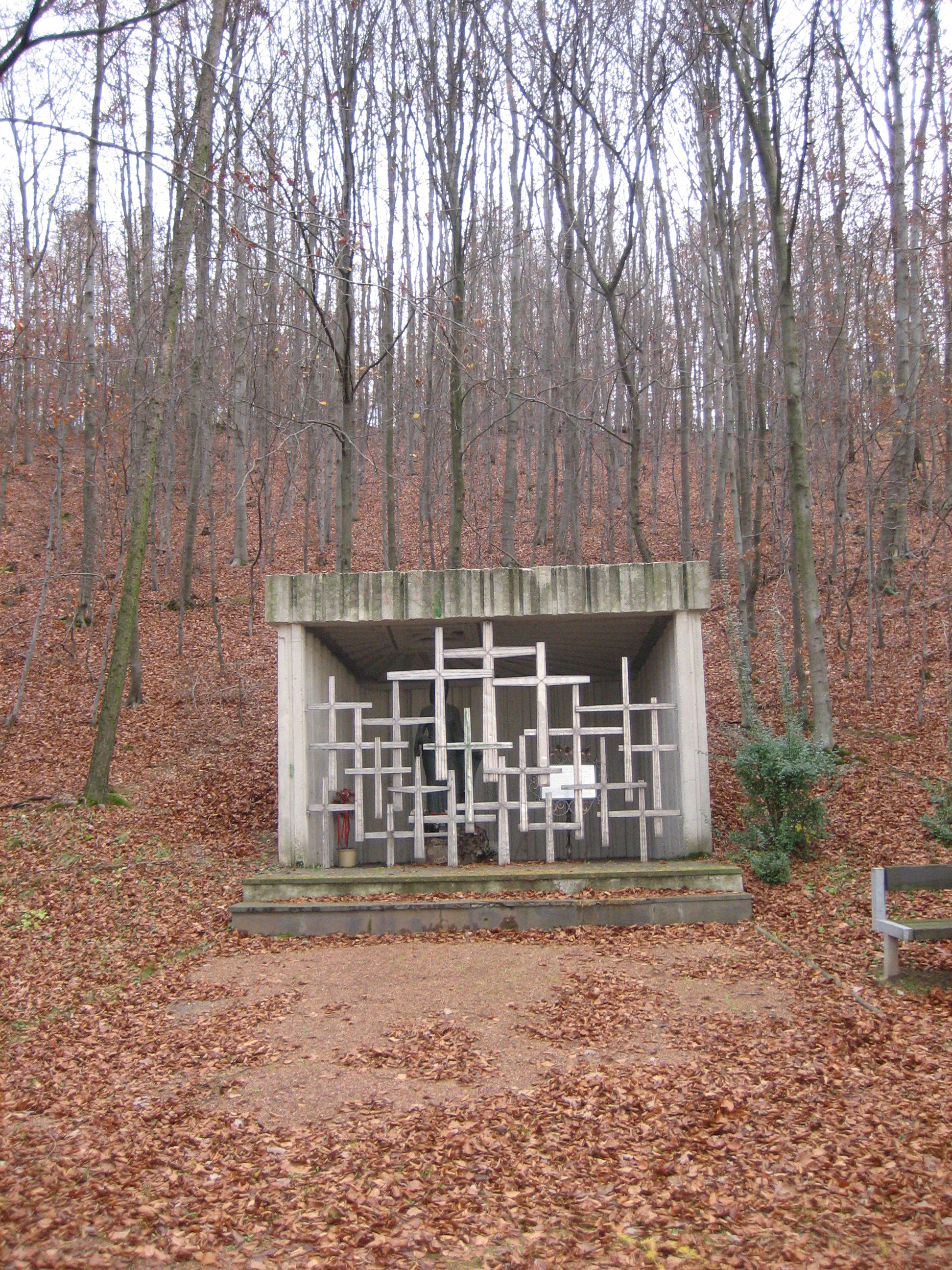
Quadrath-Ichendorf Barbara-Kapelle Denkmal 260 1

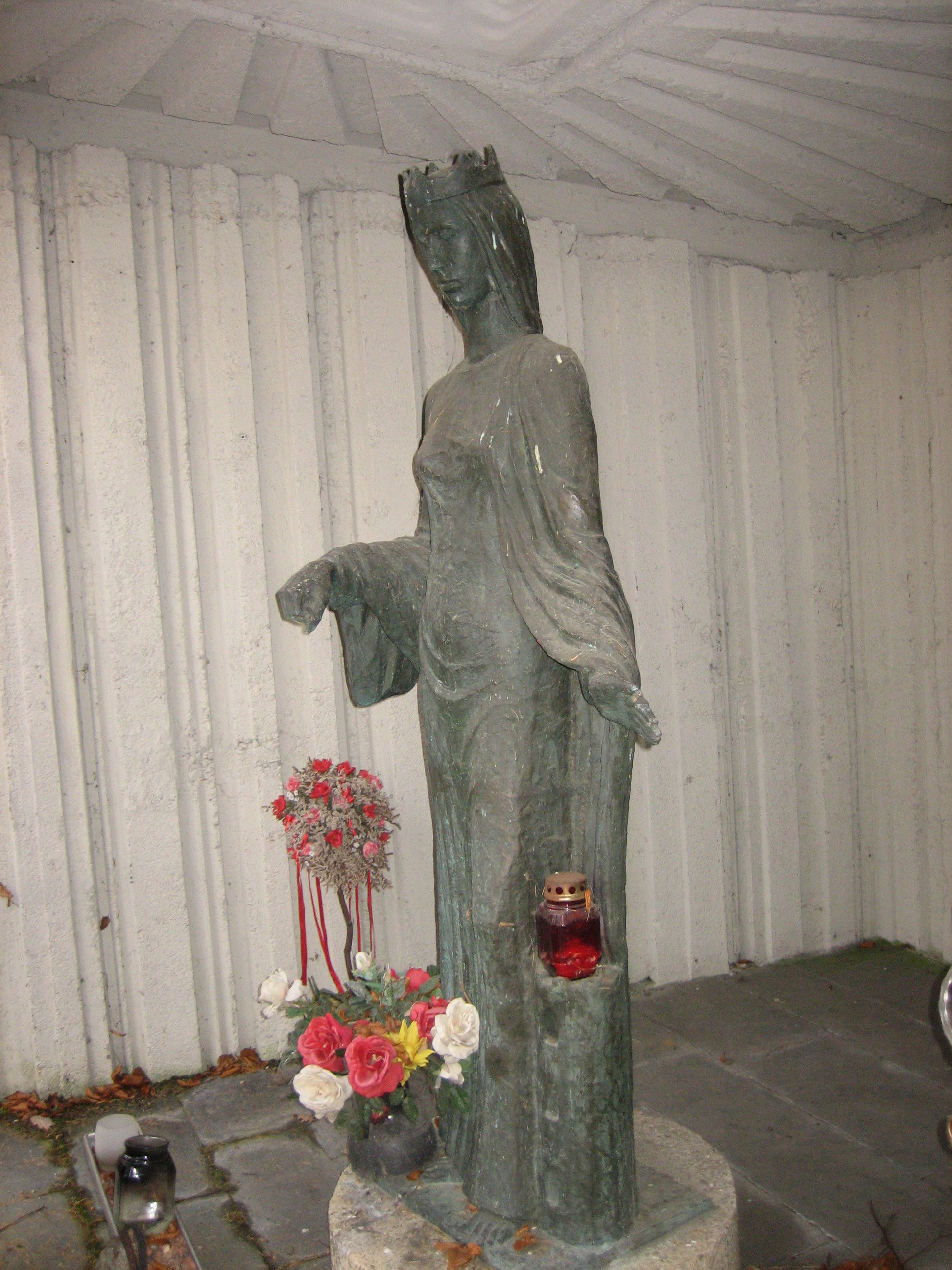
Quadrath-Ichendorf Barbara-Kapelle Denkmal 260 3

Die Barbarakapelle, ein Denkmal mit Standort in Quadrath-Ichendorf in der Kreisstadt Bergheim soll als Gedenkstätte in Erinnerung an den Braunkohletagebau stehen. Die Gedenkstätte beherbergt eine Bronzestatue der Heiligen Barbara.

## Geschichte
Wie ein Stolleneingang wirkt die Barbarakapelle, die 1969 im rekultivierten Forstgelände oberhalb des heutigen Gewerbegebietes Sonnenhang errichtet wurde. Sie sollte die Erinnerung
an den dort über Jahrzehnte hinweg betriebenen Braunkohletagebau wachhalten wie auch als Ehrenmal für die Schutzpatronin der Bergleute dienen. Der Siegburger Künstler Ulrich Bliese fertigte die zwei Meter große Barbarastatue in Bronze, welche ursprünglich eine Grubenlampe in der Hand hielt, die aber heute fehlt. Die Kapelle geriet mit der Zeit in Vergessenheit und verfiel zusehends.
Im Jahr 2005 fand unter Mitwirkung des Quadrath-Ichendorfer Geschichts- und Heimatvereines sowie örtlicher Handwerksbetriebe eine grundlegende Sanierung statt. Im Inneren brachte man einen Kerzenleuchter und ein Lesepult mit einer Tafel an. Auf ihr wird an die Legende der Barbara erinnert, die zum christlichen Glauben konvertierte und deshalb von ihrem Vater in einen Turm eingekerkert wurde, bis sie starb. Auch wurden außerhalb der Kapelle zwei Findlinge aus dem Tagebau Inden aufgestellt, die den Weg zur Kapelle weisen. Die Kapelle ist durch ein künstlerisch in Form von Kreuzen gestaltetes Eisengitter verschlossen.

## Denkmal
Die Barbarakapelle ist ein eingetragenes Denkmal laut Denkmalnummer 260 der Liste der Baudenkmäler in Quadrath-Ichendorf. Der Beschreibungstext der Denkmalliste lautet:
„In der mit einem zeitgemäß künstlerisch gestalteten Eisengitter verschlossenen Kapelle befindet sich eine zwei Meter hohe, von dem Siegburger Künstler Ulrich Bliese aus Bronze gearbeitete, vollrunde Skulptur der Heiligen Barbara.“